# كريسليدي هيرنانديز
كريسليدي هيرنانديز (بالإنجليزية: Crisleydi Hernández)‏ مواليد 10 يناير 1983، هي لاعبة كرة يد دومينيكية. مثلت منتخب جمهورية الدومينيكان لكرة اليد للسيدات.

## سجل المنافسة
شاركت في البطولات التالية:
- بطولة العالم لكرة اليد للسيدات 2013